# Rivalta di Torino
Rivalta di Torino és un comune (municipi) de la ciutat metropolitana de Torí, a la regió italiana del Piemont, situat a uns 14 quilòmetres al sud-oest de Torí. A 1 de gener de 2019 la seva població era de 20.068 habitants.
Rivalta di Torino limita amb els següents municipis: Bruino, Orbassano, Piossasco, Rivoli, Sangano, Volvera i Villarbasse.